# Publius Sufenas Severus
Publius Sufenas Severus war ein im 2. Jahrhundert n. Chr. lebender Angehöriger des römischen Senatorenstandes.
Durch drei unvollständig erhaltene Militärdiplome, von denen eines auf den 31. Mai 152 datiert ist, ist belegt, dass Severus im Jahr 152 zusammen mit Lucius Dasumius Tullius Tuscus Suffektkonsul war; die beiden Konsuln übten ihr Amt vermutlich vom 1. April bis zum 30. Juni aus. Sein Vater, Publius Sufenas Verus, war Suffektkonsul im Jahr 133.